# Ъглен
Ъглѐн (стара паралелна форма Аглен) е село в Северна България, област Ловеч, община Луковит.
То е единственото от над 5000 български села, чието име започва с буквата Ъ.

## География
Селото е разположено по поречието на река Вит. Населението му наброява 779 жители.
Землището е с площ от 43 516 дка и граничи с землищата на град Луковит и селата Бежаново, Драгана, Дерманци, и Ракита. Част от землището на селото (около 12 091 дка) попада в защитена зона Студенец, обявена в „Държавен вестник“, брой 105.
В околността се намират над 20 пещери, а варовиковите скали образуват впечатляващ релеф.
Каньонът между селата Ъглен и Садовец е образец за сурова красота. Дори през лятото, когато брегът на реката е обрасъл в зеленина, скалите, чиято височина на места достига 100 m, придават своеобразна студенина на пейзажа.
Виещата се около селото река Вит предлага на всички запалени риболовци приятен излет и неоспорим улов, най-вече на мряна, скобар и речен кефал.
За благоустройството му допринася фактът, че областните градове Плевен и Ловеч са на 40 km от него, както и близкият град Луковит на 25 km, който осигурява работа на много хора.

## История
Има много легенди за създаването на селото. Такава легенда, с най-много привърженици, е описана в книгата „Въртележката“ на Христо Пацов. Според нея днешните жители са се преселили от село Чурек, Новоселско, в „Иглен града голяма“, след като турците са ги гонили. Оттогава се води документацията на селото.
През 1933 селото получава одобрение за финасиране от държавния фонд Кооперативни строежи на народни училища.

## Население
Численост и дял на етническите групи според преброяването на населението през 2011 г.:
|                     | Численост | Дял (в %) |
| Общо                | 796       | 100,00    |
| Българи             | 712       | 89,44     |
| Турци               | 11        | 1,38      |
| Цигани              | 8         | 1,00      |
| Други               | 0         | 0,00      |
| Не се самоопределят | 4         | 0,50      |
| Неотговорили        | 61        | 7,66      |

## Религии
Източноправославни, в селото има църква „Св. Архангел Михаил“ която е построена през 1888.
Към 1893 година в селото са живели 30 помаци.

## Забележителности
Културни забележителности
- Паметник на загиналите в Руско-турската война
- Паметна плоча в памет на загиналите 74 души от с. Ъглен през 1877 г.

Природни забележителности
- Дупката – сводеста скала под която минава река Вит, местна забележителност.
- Червена стена – каньон край селото.
- Рачков вир – живописен вир край селото.
- Слончето – скала на брега на р. Вит във формата на слон

Пещери:
- Очилата (дължина 350 m)
- Водница (дължина 249 m, дълбочина 28 m)
- други: Цепката, Прилепната, Кварцовата пещера, Сврачи дупки, Тройката, Селището, Гълъбарника, Узуновската, Виделица, Духлатата пещера, Зиданката, Урсус дупка, Данчова дупка, Печинака, Черната пещера, Големият борсук, Нишана, Дивчовата дупка, Черницата, Къпинака, Убежището, Пясъчната, Свещта 9, Ганчова пропаст, Проходната пропаст.

## Редовни събития
Сред редовните събития е панаирът на селото, провеждан в последната събота и неделя на август (на празника на Голяма Богородица по стар стил).
Съборът се провежда на 21 ноември – деня на архангел Михаил по стар стил.

## Личности
- Тодор Владов (?  – 1877), български революционер. Доброволец в Сръбско-турската война (1876). Български опълченец от III дружина I рота. Убит в битката при Стара Загора на 19 юли 1877 г. Посмъртно представен за награждаване със Знака за отличие на Военния орден „Свети Георги“ IV степен.[5]
- Атанас Кунев Бояджиев (1874 – 1935)
- Трифон Кунев (1880 – 1954)
- Илия Волен (1905 – 1982)
- Георги Черкелов (1930 – 2012), живял в Ъглен
- Йото Пацов (р. 1949)
- Христо Пацов